# Гуківська вулиця
Гуківська вулиця — бічна вулиця Хвилинки у Новобаварському районі Харкова. Довжина 650 метрів. Починається від перетину з Залізничним в'їздом. В неї впирається Гуківський в'їзд. Закінчується на перетині з Полтавський шляхом. На вулиці одноповерхова житлова забудова і лише з непарної сторони.